# Компенсатори в трубопроводах
Компенсатори в трубопроводах (рос. компенсаторы в трубопроводах; англ. pipeline compensators; expansion joints; нім. Ausgleicheren m pl, Ausgleichvorrichtungen f pl, Kompensatoren m pl (in Rohrleitungen f pl)) – пристрої, за допомогою яких здійснюються переміщення трубопроводу, які компенсують поздовжні напруження, що виникають у трубах під дією зовнішніх навантажень, внутрішнього тиску і зміни температури. 
Як К. можуть використовуватися вигнуті ділянки трубопроводу. 
В надземних трубопроводах застосовуються К., в яких елементи труб знаходяться в одній площині, наприклад, лінзові, П- і Г-подібні, а також просторові, коли елементи труб розміщені в різних площинах.